# Långträsk (sjö i Finland, Nyland, lat 60,16, long 24,28)
Långträsk är en sjö i Sjundeå kommun i Finland.   Den ligger i landskapet Nyland, i den södra delen av landet, 40 km väster om huvudstaden Helsingfors. Långträsk ligger 60 meter över havet. I omgivningarna runt Långträsk växer i huvudsak barrskog. Arean är 6,7 hektar och strandlinjen är 1,27 kilometer lång. Sjön  ingår i Sjundeå å huvudavrinningsområde. 
I övrigt finns följande vid Långträsk:
- Kvarnberget (en kulle)